# سرعة تغيير الأدوات
يعد سرعة تبديل الأدوات، والتي يُشار إليها بمصطلح "تبديل القالب في أقل من 10 دقائق" (Single-minute digit exchange of die SMED ) أحد الطرق العديدة من طرق الإنتاج الرشيق لتقليل عدم الكفاءة في عملية التصنيع. فهو يوفر طريقة سريعة وفعالة لتحويل عملية التصنيع من تشغيل المنتج الحالي إلى تشغيل المنتج التالي. وهذا أمر أساسي لتقليل أحجام دفعات الإنتاج، وتقليل التدفق غير المتساوي ( Mura)، وفقدان الإنتاج، وتقلب الناتج.
لا تعني عبارة "دقيقة واحدة single minute" أن جميع عمليات التغيير والبدء يجب أن تستغرق دقيقة واحدة فقط، بل يجب أن تستغرق أقل من 10 دقائق ("أي عدد من رقم واحد من الدقائق، أي من 1 إلى 9 دقائق"). هناك مفهوم وثيق الصلة ولكنه أكثر صعوبة وهو تبادل القالب بلمسة واحدة (one-touch exchange of die OTED )، والذي ينص على أن عمليات التغيير يمكن وينبغي أن تستغرق أقل من 100 ثانية. القالب أو الاسطمبة هو أداة تستخدم في التصنيع. ومع ذلك، فإن فائدة SMED لا تقتصر على التصنيع (انظر رسم سلسلة القيمة).

## التاريخ
قام فريدريك وينسلو تايلور بتحليل الأجزاء غير المضافة للقيمة في الإعدادات في كتابه الصادر عام 1911 بعنوان إدارة المتجر (صفحة 171). ولكنه لم يُنشئ أي طريقة أو نهج منظم حول هذا الموضوع.
قام فرانك بونكر جيلبريث بدراسة وتحسين عمليات العمل في العديد من الصناعات المختلفة، بدءًا من عمليات التشييد والبناء وحتى عمليات الجراحة. وكجزء من عمله، نظر أيضًا في التحولات. يصف كتابه "دراسة الحركة" (أيضًا من عام 1911) طرقًا لتقليل وقت الإعداد.
كانت مصانع هنري فورد تستخدم بعض تقنيات تقليل زمن الإعدادات. ففي منشور عام 1915 بعنوان "طرق فورد ومتاجر فورد"، وُصفت طرق تقليل زمن الإعداد بوضوح. ومع ذلك، لم تصبح هذه الأساليب سائدة أبدا. وفي معظم أجزاء القرن العشرين، كانت كمية الطلب الاقتصادية هي المعيار الذهبي لتحديد حجم الدفعة.
واجهت سير عمل التصنيع الرشيق JIT في شركة تويوتا مشكلة تتعلق بتبديل الأدوات حيث استغرق الأمر ما بين ساعتين إلى ثماني ساعات. وكان وقت الإعداد وتقليص الدفعة مستمرين في نظام إنتاج تويوتا منذ عام 1945 عندما أصبح تاييتشي أونو مديرًا لمتاجر الآلات في تويوتا. في رحلة إلى الولايات المتحدة في عام 1955، لاحظ أونو أن آلات مكابس دانلي تتميز بالقدرة على تغيير القالب (الاسطمبة) بسرعة. وبعد ذلك، اشترت تويوتا العديد من مكابس دانلي لمصنع موتوماتشي وبدأت في تحسين وقت التغيير لمكابسها. كان هذا معروفًا باسم Quick Die Change سرعة تغيير القالب، أو QDC للاختصار. لقد قاموا بتطوير نهج منظم يعتمد على إطار من برنامج التدريب داخل الصناعة في الولايات المتحدة خلال الحرب العالمية الثانية، والذي يسمى ECRS - وهي اختصار لـ: الإزالة Eliminate والجمع Combine وإعادة الترتيب Rearrange والتبسيط Simplify.
بمرور الوقت، نجحت تويوتا في تقليل زمن تغيير القالب من ساعات إلى خمس عشرة دقيقة بحلول الستينيات، وثلاث دقائق بحلول السبعينيات، وفي النهاية إلى 180 ثانية فقط بحلول التسعينيات. ويُعد ذلك تطويرًا كبيرًا وتوفيرًا كبيرًا للوقت.
في أواخر سبعينيات القرن العشرين، عندما كانت طريقة تويوتا قد أصبحت متطورة بالفعل، شارك شيجيو شينغو في إحدى ورش عمل سرعة تغيير القالب QDC. وبعد أن بدأ في نشر تفاصيل نظام إنتاج تويوتا دون إذن، فقد قُطعت العلاقة التجارية بشكل مفاجئ من جانب تويوتا. انتقل شينغو إلى الولايات المتحدة وبدأ في تقديم الاستشارات بشأن التصنيع المرن أو الرشيق. بالإضافة إلى زعمه أنه اخترع طريقة التغيير السريع هذه (من بين أشياء أخرى كثيرة)، فقد أطلق عليها اسم تبادل الدقيقة الواحدة للقالب Single Minute Exchange of Die أو باختصار SMED. الدقيقة الواحدة تعني أن الدقائق المطلوبة تتكون من رقم واحد (أي أقل من عشر دقائق). وقام بترويج TPS و SMED في الولايات المتحدة. 

## مثال
اكتشفت شركة تويوتا أن الأدوات الأكثر صعوبة في التغيير كانت هي القوالب الموجودة على آلات النقل والكبس الكبيرة التي تُنتج أجزاء هياكل السيارات. إن القوالب -التي يجب تغييرها لكل نموذج- تزن عدة أطنان، ويجب تجميعها في آلات الكبس بتفاوتات أقل من المليمتر، وإلا فإن المعدن المكبوس سوف يتجعد، إن لم يذوب، تحت الحرارة والضغط الشديدين.
عندما قام مهندسو تويوتا بفحص عملية التغيير، اكتشفوا أن الإجراء المتبع هو إيقاف الخط، وإنزال القوالب باستخدام رافعة علوية، ووضع القوالب في الماكينة عن طريق الرؤية البشرية، ثم ضبط موضعها باستخدام العتلات أثناء إجراء عمليات اختبار الكبس الفردية. وكانت تلك العملية تستغرق ما بين اثنتي عشرة ساعة إلى ثلاثة أيام تقريبًا حتى تكتمل.
كان أول تحسين قامت به شركة تويوتا هو وضع أجهزة قياس دقيقة على آلات كبس النقل، وتسجيل القياسات اللازمة لقالب كل طراز. إن تركيب القالب وفقًا لهذه القياسات، بدلاً من الاعتماد على الرؤية البشرية، أدى على الفور إلى تقليص وقت التغيير إلى ساعة ونصف فقط.
وقد أدت الملاحظات الإضافية إلى تحسينات إضافية - مثل جدولة تغييرات القالب في تسلسل قياسي (كجزء من FRS ) مع تحرك نموذج جديد عبر المصنع، وتخصيص الأدوات لعملية تغيير القالب بحيث تكون جميع الأدوات اللازمة قريبة، وجدولة استخدام الرافعات العلوية بحيث يكون القالب الجديد في انتظار إزالة القالب القديم. وباستخدام هذه العمليات، نجح مهندسو تويوتا في تقليص وقت تغيير القالب إلى أقل من 10 دقائق لكل قالب، وبالتالي تقليل حجم الدفعة الاقتصادية لأقل من مركبة واحدة.
ساهم نجاح هذا البرنامج بشكل مباشر في التصنيع في الوقت المناسب والذي يعد جزءًا من نظام إنتاج تويوتا. تجعل تقنية التبديل السريع SMED تحقيق موازنة التحميل أكثر قابلية للتحقيق من خلال تقليل حجم الدفعة الاقتصادية وبالتالي مستويات المخزون.

### تأثيرات التنفيذ
يذكر شيجيو شينغو، الذي ابتكر نهج SMED،  أنه في بياناته من عام 1975 إلى عام 1985، انخفضت أوقات الإعداد المتوسطة التي تعامل معها إلى 2.5% من الوقت المطلوب في الأصل؛ وهو تحسن بمقدار 40 مرة.
ومع ذلك، فإن قوة نظام التبديل السريع SMED تكمن في أنها تتمتع بالعديد من التأثيرات الأخرى التي تأتي من النظر بشكل منهجي إلى العمليات؛ وتشمل هذه:
- الإنتاج الخالي من المخزون مما يؤدي إلى زيادة معدلات دوران المخزون،
- تقليل حجم العمليات من خلال تقليل المخزون مما يؤدي إلى توفير مساحة الأرضية
- زيادة الإنتاجية من خلال تقليل وقت الإنتاج
- زيادة معدلات عمل الماكينة من خلال تقليل أوقات الإعداد حتى مع زيادة عدد عمليات التغيير المطلوبة
- القضاء على أخطاء الإعداد والتخلص من عمليات التشغيل التجريبية يؤدي إلى تقليل معدلات العيوب
- تحسين الجودة من خلال تخطيط ظروف التشغيل المنظمة بالكامل مسبقًا
- زيادة الأمان من خلال الإعدادات البسيطة
- تدبير مبسط للمكان من خلال استخدام أدوات أقل وتنظيم أفضل
- انخفاض تكلفة الإعدادات
- تيسير الأمر على المُشغل لأنه من الأسهل تحقيق ذلك
- متطلبات مهارة أقل لأن التغييرات أصبحت الآن مصممة في العملية بدلاً من كونها مسألة تتعلق بمهارة العمال
- إزالة المخزون غير القابل للاستخدام من عمليات تغيير النموذج وأخطاء تقدير الطلب
- لا تضيع البضائع بسبب التدهور
- القدرة على مزج الإنتاج تمنح المرونة وتقليل المخزون بشكل أكبر فضلاً عن فتح الباب أمام أساليب إنتاج ثورية (الطلبات الكبيرة ≠ أحجام دفعات الإنتاج الكبيرة)
- اتجاهات جديدة بشأن القدرة على التحكم في عملية العمل بين الموظفين

## تقنيات التنفيذ
أدرك شيجيو شينغو ثمانية تقنيات أساسية  يجب مراعاتها عند تنفيذ نظام سرعة تبديل القالب SMED وهي:
1. فصل عمليات الإعداد الداخلية عن العمليات الخارجية
2. تحويل الإعداد الداخلي إلى إعداد خارجي
3. توحيد الوظيفة وليس الشكل
4. استخدم المشابك الوظيفية أو تخلص من أدوات التثبيت تمامًا
5. استخدم أدوات التثبيت المتوسطة
6. اعتماد العمليات المتوازية (انظر الصورة أدناه)
7. إزالة التعديلات
8. الميكنة

ملاحظة: يمكن إجراء الإعداد الخارجي دون إيقاف الخط بينما يتطلب الإعداد الداخلي إيقاف الخط.
و يقترح شيجيو شينغو  أن تحسين سرعة تبديل القالب SMED يجب أن يمر عبر أربع مراحل مفاهيمية وهي:
أ) التأكد من تنفيذ إجراءات الإعداد الخارجي أثناء تشغيل الماكينة، 
ب) فصل إجراءات الإعداد الخارجية والداخلية، والتأكد من عمل جميع الأجزاء وتنفيذ طرق فعالة لنقل القالب والأجزاء الأخرى، 
ج) تحويل إجراءات الإعداد الداخلية إلى خارجية،
د) تحسين جميع إجراءات الإعداد.

### الطريقة الرسمية
هناك سبع خطوات أساسية  لتقليل زمن التغيير باستخدام نظام سرعة تبديل القالب SMED وهي:
1. مراقبة المنهجية الحالية
2. فصل الأنشطة الداخلية والخارجية. الأنشطة الداخلية هي تلك التي لا يمكن تنفيذها إلا عند إيقاف العملية، بينما يمكن تنفيذ الأنشطة الخارجية أثناء إنتاج الدفعة الأخيرة، أو بمجرد بدء الدفعة التالية. على سبيل المثال، اذهب واحصل على الأدوات المطلوبة للعمل قبل أن تتوقف الماكينة.
3. تحويل الأنشطة الداخلية (حيثما أمكن) إلى أنشطة خارجية (يعتبر التسخين المسبق للأدوات مثالاً جيدًا على ذلك).
4. تبسيط الأنشطة الداخلية المتبقية، عن طريق التركيز على التثبيتات - لاحظ شيجيو شينغو أن الدورة الأخيرة فقط من البرغي هي التي تشدّه - والباقي مجرد حركة.
5. تبسيط الأنشطة الخارجية بحيث تصبح بنفس حجم الأنشطة الداخلية (د).
6. توثيق الإجراء الجديد، والإجراءات التي لم يجري إكمالها بعد.
7. افعل ذلك مرة أخرى: بالنسبة لكل تكرار للعملية المذكورة أعلاه، من المتوقع حدوث تحسن بنسبة 45% في أوقات الإعداد، لذا قد يستغرق الأمر عدة تكرارات لتجاوز خط العشر دقائق.

يوضح الرسم البياني التالي أربع عمليات تشغيل متتالية مع التعلم من كل عملية تشغيل والتحسينات المطبقة قبل العملية التالية.
- يوضح المثال 1 الوضع الأصلي.
- يوضح الشكل 2 ما سيحدث إذا أمكن تضمين المزيد من التغييرات.
- يوضح الشكل الثالث تأثير التحسينات في أوقات التحول التي تأتي من القيام بالمزيد منها وبناء التعلم في تنفيذها.
- يوضح التشغيل الرابع كيف يمكن لهذه التحسينات أن تعيدك إلى نفس وقت الإنتاج ولكن الآن مع مزيد من المرونة في سعة الإنتاج.
- سيؤدي تشغيل N (غير موضح) إلى حدوث تغييرات تستغرق 1.5 دقيقة (انخفاض بنسبة 97%) وتقليص وقت الوردية بالكامل من 420 دقيقة إلى 368 دقيقة، مما يؤدي إلى تحسن الإنتاجية بنسبة 12%.

يعود الفضل في مفهوم سرعة تبديل القالب SMED إلى شيجيو شينغو، أحد المساهمين الرئيسيين في تعزيز نظام إنتاج تويوتا، إلى جانب تاييتشي أونو.

### العناصر الرئيسة التي يجب مراعاتها
| العملية                                                                                          | نسبة الوقت |
| ------------------------------------------------------------------------------------------------ | ---------- |
| التحضير والتعديل بعد العملية وفحص المواد الخام والشفرات والقوالب والأدوات والمقاييس وما إلى ذلك. | 30%        |
| تركيب وإزالة الشفرات وما إلى ذلك.                                                                | 5%         |
| تحديد المركز والأبعاد وضبط الشروط                                                                | 15%        |
| التجارب التشغيلية والتعديلات                                                                     | 50%        |

ابحث عن:
1. النقص والأخطاء وعدم التحقق الكافي من المعدات مما يسبب التأخير ويمكن تجنبه من خلال جداول الفحص، وخاصة تلك المرئية، والإعداد على جهاز وسيط
2. إصلاحات غير كافية أو غير كاملة للمعدات مما قد يتسبب في إعادة العمل والتأخير
3. التحسين لتحقيق أقل قدر من العمل بدلاً من أقل قدر من التأخير
4. قوالب غير مُسخنة تتطلب عدة "اختبارات" مُهدرة قبل أن تصل إلى درجة الحرارة المناسبة للعمل
5. استخدام معدات التعديل الدقيقة البطيئة للجزء الخشن الكبير من التعديل
6. عدم وجود خطوط مرئية أو معايير لوضع الأجزاء على المعدات
7. فرض عملية التبديل بين المواد الخام المختلفة عندما تكون التغذية المستمرة، أو ما يعادلها تقريبًا، ممكنة
8. الافتقار إلى التوحيد الوظيفي، أي توحيد الأجزاء الضرورية فقط للإعداد، على سبيل المثال، تستخدم جميع البراغي مفتاح ربط بنفس الحجم، ونقاط قبضة القالب موجودة في نفس المكان على جميع القوالب
9. حركة كبيرة للمشغل حول المعدات أثناء الإعداد
10. نقاط ربط أكثر مما هو مطلوب فعليًا لضبط القوى
11. نقاط التثبيت التي تحتاج إلى أكثر من دورة واحدة لتثبيتها
12. أي تعديلات بعد الإعداد الأولي
13. أي استخدام للخبراء أثناء الإعداد
14. أي تعديلات على الأدوات المساعدة مثل الأدلة أو المفاتيح

سجِّل جميع البيانات اللازمة

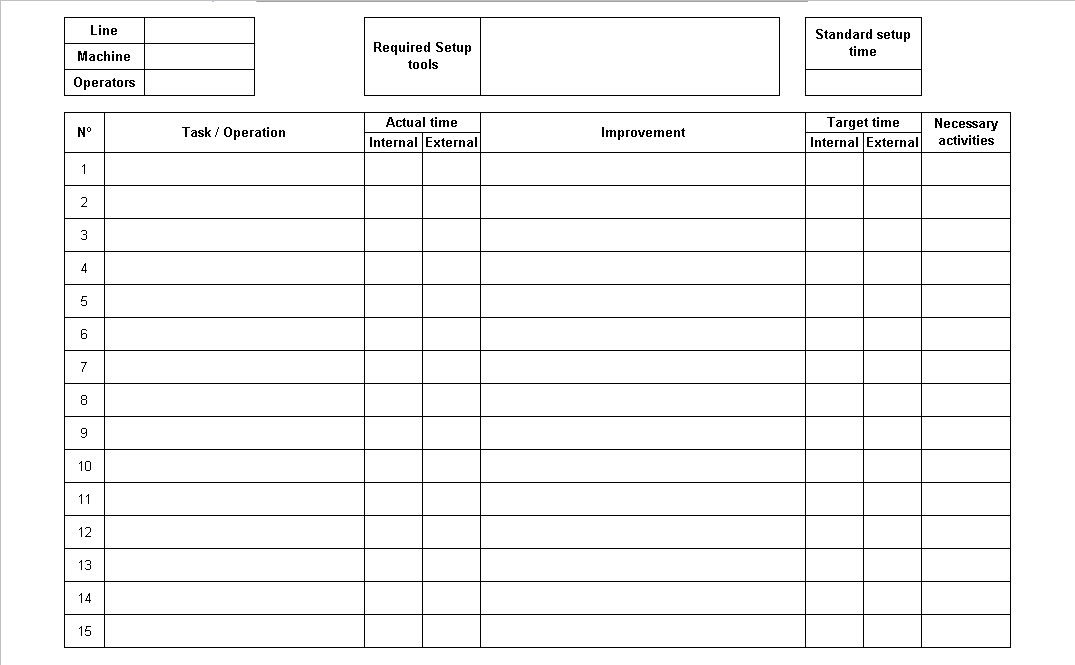
نموذج تجميع البيانات

تُعد العمليات المتوازية باستخدام مشغلين متعددين من خلال أخذ العمليات "الفعلية" ووضعها في شبكة تحتوي على التبعيات، من العوامل المساعدة لتحسين إسناد المهام وتحسين وقت الإعداد بشكل أكبر. يجب إدارة قضايا الاتصال الفعال بين المشغلين لضمان السلامة في حالة حدوث ظروف قد تسبب الضوضاء أو تعيق الرؤية.